# Fanfik
Fanfik è un film del 2023 diretto da Marta Karwowska e basato sull'omonimo romanzo di Natalia Osinska.

## Trama
Tosia viene vista da tutti i suoi compagni come un'emarginata. La scrittura di storie online (fan fiction) è l'unica cosa che la fa evadere dalla realtà. Tutto cambia quando in classe arriva Leon e in Tosia emergono sentimenti mai provati prima. Presto capisce di essere in realtà un ragazzo e dovrà affrontare le persone attorno a lui per affermare la sua identità. Decide di cambiare poi il suo nome in Tosiek.

## Distribuzione
Il film è stato distribuito sulla piattaforma Netflix dal 17 maggio 2023.